# OpenML
Open Media Library (OpenML) est une plate forme de développement libre créée par le groupe Khronos Group permettant de capturer, de transformer, de manipuler, d'afficher et de synchroniser des fichiers multimédias (graphismes 2D et 3D, gestion de l'audio et de la vidéo des I/O et du réseau).